# Achterom (Delft)
Achterom is de naam van een straat en de gelijknamige gracht in het centrum van de stad Delft, in de Nederlandse provincie Zuid-Holland. Dit deel van de oude binnenstad heeft een rijke historie en vormt de verbinding tussen twee grachten waar vroeger het laden en lossen van goederen aan de orde van de dag was. Gezien de ligging is de naam treffend gekozen.
Het deel van Delft waar het Achterom is gesitueerd, viel rond 1350 nog net buiten het gebied van de graaf. Alhoewel de huizen aan het Achterom de stad toebehoorden, was de grond in eigendom van de abdij van Rijnsburg. In 1355 werd er flink geruzied over de rechtspraak in het gebied, omdat het Delftse stadsrecht daar niet gold. Een bijeffect was dat de uit de stad verbannen misdadigers juist dáár hun toevlucht zochten.
De gracht was onderdeel van de oostelijke stadsbegrenzing in de 13e eeuw, die werd gevormd door de min of meer noord-zuid lopende derde hoofdgracht (Achterom, Brabantse Turfmarkt, Burgwal, Verwersdijk).
Eerste noord-zuid hoofdgracht: Oude Delft en Noordeinde
Tweede noord-zuid hoofdgracht: Nieuwe Delft (Korte/Lange Geer ·
Koornmarkt ·
Wijnhaven ·
Hippolytusbuurt ·
Voorstraat)
Derde noord-zuid hoofdgracht: Verwersdijk ·
Vrouwjuttenland ·
Burgwal ·
Brabantse Turfmarkt ·
Achterom
     Verlegging: Vrouwenregt · Oosteinde
Oost-west grachten:
Voldersgracht ·
Molslaan ·
Gasthuislaan ·
Zuidergracht
Binnenwatersloot ·
Nieuwe en Oude Langendijk ·
Vlamingstraat ·
Rietveld ·
Kantoorgracht
Buiten het centrum:
Buitenwatersloot ·
Westsingelgracht